# Tarnos
Tarnos là một xã trong tỉnh Landes, thuộc vùng Nouvelle-Aquitaine của nước Pháp, có dân số là 10.076 người (thời điểm 1999).

## Nhân khẩu học
| 1962  | 1968  | 1975  | 1982  | 1990  | 1999   |
| ----- | ----- | ----- | ----- | ----- | ------ |
| 4 813 | 5 054 | 6 959 | 8 219 | 9 099 | 10 076 |